# Pectina modificada
La pectina modificada de cítricos es una pectina parcialmente despolimerizada y desesterificada, cuyo menor tamaño molecular permite que sea absorbida para alcanzar el flujo sanguíneo donde actúa frente a células malignas y otras sustancias tóxicas. La pectina modificada por su estructura química está relacionada con oligómeros poco esterificados del ácido galacturónico y no pertenece a las pectinas alimentarias. Se obtiene de la cáscara, semillas y pulpa de los cítricos mediante un proceso de extracción química.

## Pectina modificada
El Dr. Isaac Eliaz es uno de los principales investigadores de la pectina modificada de cítricos (MCP), siendo apoderado de varias patentes con respecto a la MCP, si bien el arranque de su interés se debe a los trabajos iniciales del Dr. K.J. Pienta, sobre el uso de la pectina de cítricos en la prevención de la metástasis del cáncer de próstata en los pulmones. En la bibliografía es posible encontrar publicaciones recientes sobre propiedades farmacológicas de las sustancias pécticas y el Panel on Dietetic Products, Nutrition and Allergies (NDA) de la European Food Safety Authority ha emitido un informe sobre las declaraciones saludables relacionadas con las pectinas. Para obtener pectina modificada o MCP se parte de pectina de cítricos sobre la que se puede actuar químicamente o enzimáticamente.

Mediante las condiciones de la tecnología de patentes  desarrolladas  se consigue obtener una pectina modificada con una masa molecular de 10-20 KDa, un grado de polimerización de 30-70 unidades, un grado de esterificación inferior al 5-50% y un tiempo retencion de 5,62-5,66 min (HPLC). De este modo se obtienen  pectinas modificadas  de alto poder antitumoral.  

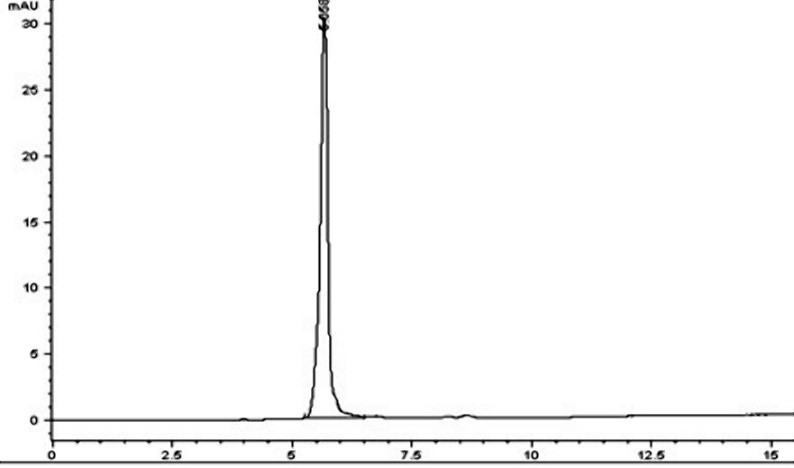

Por otro lado se consigue obtener una pectina modificada por el tratamiento enzimático  de la pectina, cuya fabricada por el método industrial. Los resultados indican una estimulación del proceso de adipogénesis por parte de las pectinas modificadas empleadas, lo cual indicaría que los compuestos son capaces de interaccionar con las células e incluso atravesar la membrana. De este modo las pectinas modificadas obtenidas presentan la inhibición de la proliferación para una línea celular tumoral de colon HT29; la inhibición de la proliferación para una línea celular tumoral de colon SW480;  la inhibición de la proliferación para una línea celular tumoral de cáncer de mama (JIMT1); la inhibición de la proliferación para una línea celular tumoral de páncreas de ratón (INS 1). Para investigar los posibles efectos de la pectina modificada  en comparación con los controles (pectina sin modificar, ácido poligalacturónico y quitosano) en la diferenciación de adipocitos, se añadieron dos concentraciones de la muestra de pectina modificada (1000 y 500 mg/l) a células 3T3-L1 confluentes durante la inducción de la diferenciación. Observaciones de las células tratadas en condiciones óptimas de diferenciación, revelaron que las muestras de quitosano, pectina y pectina modificada produjeron una inducción significativa del proceso de diferenciación. La línea celular 3T3-L1 es una sublínea de 3T3 (albino suizo) que se desarrolló a través del aislamiento de un clon caracterizado por la diferenciación que sufren de preadipocitos a adipocitos cuando pasan de un estado proliferativo a uno de confluencia e inhibición por contacto.
Los efectos de la producción de pectina modificada en comparación con el control (pectina modificada obtenida enzimáticamente) en la estructura se analizaron por cromatografía líquida de alta eficacia. La figura corresponde al cromatograma del análisis por HPLC de pectina modificada obtenida industrial y enzimáticamente.
Analizando el cromatograma de estas pectinas modificadas, se observa la presencia de una banda en el rango de 5.62-5.66 min, lo que indica de la existencia de una pectina con una masa molecular única. Sin embargo, de estos dos modos, se obtienen las pectinas modificadas con una estructura única.

## Planta única
Gracias al método desarrollado se consigue la unión en una planta única de la fabricación de: pectina, pectina acromática con bajo índice de polidispersión y una distribución 1-, 3-modal de la masa molecular, pectina modificada, nanopectina, pectina estandarizada, fibra alimentaria dietética modificada acromática, y jugo de frutas, concentrados semiclarificados, clarificados a baja temperatura, alta turbidez, sin precipitación, baja pulpa, baja acidez de frutas como  caqui, melón, cítricos. La planta usa la tecnología ecológica con recirculación de agua, reagentes, vapor, con recuperación del polvo y sin los desechos.  

## Pectina y características
Mediante las condiciones de la tecnología ecológica se consigue obtener una pectina, que responde a los siguientes datos. La pectina en polvo obtenida tiene un grado de pureza del 86-90 % de pectina; una masa molecular de 45-108 KDa; un grado de esterificación ajustable entre un 12-81 %; una capacidad gelatinizante de 200-230o SAG USA y más, hasta 250o SAG USA; una estabilidad en emulsión durante la centrifugación a 4000-8000 rpm. La pectina en polvo obtenida  es acromática a 400-700 nm. No tiene color, ni  olor, ni trazas de flavonoides, carece de sustancias susceptibles de oxidación durante el almacenamiento y sin absorbancia entre 250 y 380 (400) nm. Se puede estimar que el  color  de la pectina alcanzaría los  siguientes datos:    L* de 90,2 a 91,3, a* de -3,7 a  -1,9, b* de 2,6  a 14,9.
La química supramolecular estudia el reconocimiento molecular y la formación de agregados supramoleculares lo que nos da paso para comprender la nanotecnología. Las pectinas son un tipo de heteropolisacaridos hidrofilicos y copolimeros de injerto. La estructura primaria del copolímero de injerto  de pectina tiene la siguiente forma:  
{\displaystyle {\ce {\sim [4DGalU(-6-OOH)\alpha 1]_{m}-[4DGalU(-6-OOR1)\alpha 1]_{n}-[4DGalU(-2-OR2)\alpha 1]_{k}-[4DGalU(-2-O-COCH3)\alpha 1]_{l}-~}}}
{\displaystyle {\ce {-[4DGalU(-6-OOH)\alpha 1]_{m}-[2LRha\alpha 1]_{p}-[4DGalU(-6-OOH)\alpha 1]_{m}-[4DGalU(-6-OOR1)\alpha 1]_{n}-[4DGalU(-2-OR2)\alpha 1]_{k}-~}}}
{\displaystyle {\ce {-[4DGalU(-2-O-COCH3)\alpha 1]_{l}-[4DGalU(-6-OOH)\alpha 1]_{m}-[2LRha\alpha 1]_{p}\sim ;}}}
{\displaystyle {\ce {R1=H+, -CH3, -NH3.}}}
{\displaystyle {\ce {R2=-COCH3,}}}
{\displaystyle {\ce {\sim 5LAra\alpha 1-5LAra\alpha 1-5LAra(-3-\alpha 1LAra{5}-\alpha 1Ara{5}\sim )\alpha 1-4LRha(-2-1\alpha Rha\sim )\alpha 1-2LRha\alpha 1\sim ,}}}
{\displaystyle {\ce {\sim R3\sim 4DGal\beta 1-4DGal\beta 1-4DGal(-6-\beta 1DGal{4}-\beta 1DGal{4}\sim R3\sim )(-3-\beta 1DGal{4}-\beta 1DGal{4}-R3\sim )\beta 1-~}}}
{\displaystyle {\ce {-4LRha(-2-1\alpha Rha\sim )\alpha 1-2LRha\alpha 1\sim .}}}
{\displaystyle {\ce {R3= -DXyl, -DGlu, -LFru.}}}
En esta estructura primaria del  copolímero de injerto  de pectina se puede distinguir tres dominios principales: homogalacturonanos, ramnogalacturonano I y ramnogalacturonano II. Los monómeros, que conforman  la cadena principal son  el ácido galacturónico (DGalU), ramnosa (LRha). Los monómeros, que conforman  las cadenas laterales (injertos)  son arabinosa (LAra), galactosa (DGal), xilosa (DXyl), glucosa (DGlu), fructosa (LFru) (número de registro CAS en inglés). Las pectinas como macromoléculas poliméricas naturales tienen la estructura secundaria, que está formada entre residuos ácido galacturónicos cercanos de la cadena principal. Este tipo de estructura se adopta gracias a la formación de enlaces de hidrógeno  entre los grupos carbonilo (-CO-), carboxílico (-COOH), hidroxilo (-OH) de ácidos galacturónicos y enlace  glucosídico de la cadena. Los agregados supramoleculares  de las pectinas que son objeto de estudio por la química supramolecular se organizan micelas. De acuerdo con la estructura de estos agregados supramoleculares, la pectina se disuelve con la liberación de calor.

## Nanopectina
El proyecto concierne a primera industrial planta de fabricación la nanopectina por usar nanoseparación de pectina modificada. La nanoseparación es una parte de una nanotecnología. Una de las aplicaciones más importantes de la nanotecnología podría ser la nanomedicina.   El quitosano se ha autorizado recientemente en Europa y Estados Unidos como contenido de nanocomposites. Se evaluaron quitosano /DNA.
Actualmente las propiedades nanotecnologías de interés han de ser mejoradas mediante la modificación de la composición o morfología de pectina o transformación de la pectina modificada: por ejemplo, cambiar las cadenas laterales a la que los polímeros se cambian las dimenciones o también el grado global del orden tridimensional. Nano pectina - es una pectina modificada, cuyo menor tamaño molecular entre 60-200 nm. Las Nano pectinas podrían utilizarse como un quitosano para eliminación de enfermedades y la recuperación fiable y relativamente sin dolor. Las Nano pectinas también pueden ayudar a asegurar una vida útil ampliada considerablemente.

## Fibra alimentaria dietética
A modo de resumen se permite la obtención de cáscara para una producción de pectina acromática y fibra modificada dietética acromática en una planta única. La fibra alimentaria se puede definir como la parte comestible de las plantas. La fibra alimentaria  dietética (fibra modificada dietética) obtenida tiene una capacidad 10-20 g/g de retención de agua; una capacidad 0,2-5,4 g/g de retención de aceite; una viscosidad 100-21000 mPas·s de 5% suspencion;  un contenido 18-38% de pectina soluble con 5-48 KDa de masa molecular, con 6-26% de grado esterificacion; un contenido 10-23% de pectina insoluble con 19-70 KDa de masa molecular, con 24-39% de grado esterificacion. La fibra alimentaria  dietética no tiene ni sabor, ni  olor,  ni trazas  de sustancias susceptibles de oxidación durante el almacenamiento. Destaca claramente el color entre beige claro— gris claro de las fibras alimentarias  dietéticas con   L*  de 74 a 87, a* de -2,6 a -0,4, b* de 14 a 26. Esta fibra alimentaria dietética  cumple los requisitos de ser la parte de los complementos o suplementos y alimentos con un alto contenido de fibra,   una dieta  rica en fibra alimentaria para prevenir o aliviar diversas enfermedades. 

## Historia
Marca de productos clases 01 y 05 (mixta) se registrada en 2017 año. La lista de productos, servicios o actividades incluye los ingredientes, productos químicos para conservar alimentos (clases 01) y  los productos de la industria farmacéutica, preparaciones para uso médico y veterinario; complementos alimenticios para personas o animales; alimentos y sustancias dietéticas para uso médico o veterinario (clases 05), según la clasificación internacional. Los productos de esta marca se producen por las tecnologías de know-how y unas patentes, suministrada por proyectos de PectinWorld.

## Seguridad y efectos adversos
En general, las pectinas se consideran ingredientes seguros utilizados como emulsionantes y agentes gelificantes en alimentos manufacturados; en consecuencia, la pectina y el MCP son generalmente reconocidos como seguros por la Administración de Alimentos y Medicamentos de EE. UU..